# コロナパーティー

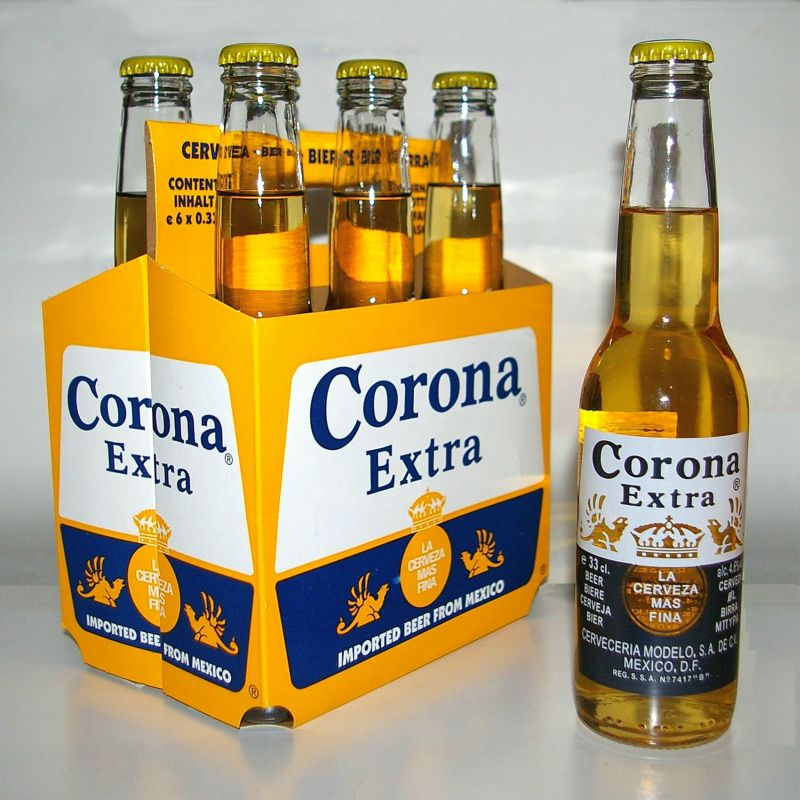
コロナビール。コロナパーティーでは多飲される。

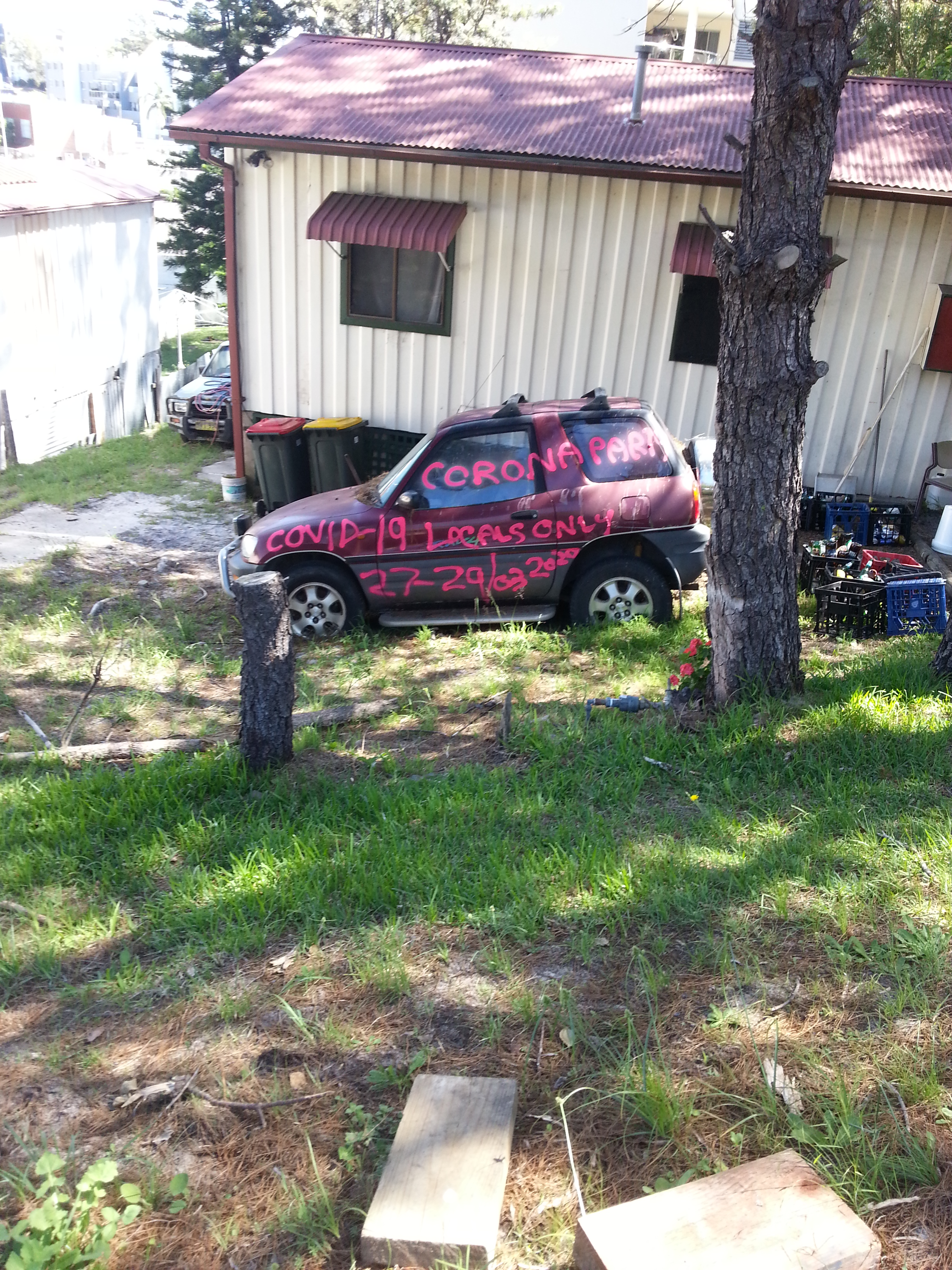
オーストラリアでのコロナパーティー開催情報

コロナ・パーティーまたはCOVID-19パーティーとは、2019新型コロナウイルスの感染を目的としたパーティーである。 
参加者の目的は大きく2つに分けている。コロナウイルスの感染により抗体を獲得しようとするものと、自分の感染の可能性あるいは集団感染の可能性への関心が薄いものがある。 
この社会現象は欧米、特にドイツ、イギリス、米国、ブラジルに多い。オランダでは集団感染防止のため、このようなパーティーは禁止されている。 
2020年7月12日、米・テキサス州でコロナパーティーに参加した30歳の男性がCOVID-19を発症して死亡した。男性は「COVID-19は作り話だと思っていた」と話していたという。
一方で、メディアの報道は裏付けが不足しているとして「コロナパーティー」の実在性自体に慎重な見方もある。